# El Cascalote, Guerrero
El Cascalote är en ort i Mexiko.   Den ligger i kommunen General Canuto A. Neri och delstaten Guerrero, i den södra delen av landet, 160 km sydväst om huvudstaden Mexico City. El Cascalote ligger 974 meter över havet och antalet invånare är 160.
Terrängen runt El Cascalote är lite bergig, och sluttar västerut. Runt El Cascalote är det ganska glesbefolkat, med 34 invånare per kvadratkilometer. Närmaste större samhälle är Arcelia, 15,8 km sydväst om El Cascalote. Omgivningarna runt El Cascalote är en mosaik av jordbruksmark och naturlig växtlighet.